# Mimosa scaberrima
Mimosa scaberrima är en ärtväxtart som beskrevs av Frederico Carlos Hoehne. Mimosa scaberrima ingår i släktet mimosor, och familjen ärtväxter. Inga underarter finns listade i Catalogue of Life.